# Salvatore Di Maio
Salvatore Di Maio, soprannominato Tore 'o Guaglione (Nocera Inferiore, 22 giugno 1958) è un mafioso italiano, elemento di spicco della Nuova Camorra Organizzata.

## Biografia
Detto Tore 'o Guaglione o Faccia d'angelo, Salvatore Di 
Maio è stato uno dei luogotenenti di Raffaele Cutolo nonché, assieme ad Antonio Benigno, capozona della NCO nell'Agro Nocerino-Sarnese. È stato condannato complessivamente a 6 ergastoli da scontare in regime di 41 bis. I reati di Tore 'o Guaglione iniziano precocemente, quando è ancora un ragazzino. Si specializzerà nel tempo in rapine ai danni di gioiellerie, divenendo socio di quello che, di lì a poco, si sarebbe tramutato nel suo più grande antagonista: il boss paganese Salvatore Serra, detto Cartuccia. Il cutoliano Di Maio e l'anticutoliano Serra, supportati dai rispettivi gruppi criminali, daranno vita a una cruenta faida che, in poco tempo, si lascerà dietro numerose vittime. Dopo due anni di latitanza, Tore 'o Guaglione viene arrestato il 5 gennaio del 1981. Il 15 giugno del 1982 evade dal carcere di Salerno, dandosi alla latitanza, ma è successivamente arrestato a Pomezia nel novembre dello stesso anno. All'età di 25 anni è già stato coinvolto in molteplici crimini come rapine, evasioni, omicidi e latitanze.
Salvatore Di Maio, sebbene condannato ad espiare 6 ergastoli in quanto riconosciuto colpevole di oltre 10 omicidi, associazione camorristica e numerosi altri gravi reati, è oggi in semilibertà.

## Presunto coinvolgimento in eventi di cronaca eclatanti e assoluzioni
Il nome di Salvatore Di Maio è stato accostato ad alcuni gravi fatti di cronaca avvenuti in Campania agli inizi degli anni Ottanta.

### Omicidio Marcello Torre
Secondo alcuni collaboratori di giustizia, Salvatore Di Maio sarebbe stato tra gli esecutori dell'omicidio dell'avvocato, nonché sindaco di Pagani, Marcello Torre, ucciso nel dicembre del 1980. Sandro Contaldo, soprannominato Sandrino 'o Pazz', camorrista cutoliano di Pagani, oggi collaboratore di giustizia, ha dichiarato che l'omicidio dell'avvocato Torre sarebbe stato voluto da taluni personaggi appartenenti alla Democrazia Cristiana, i quali non vedevano di buon occhio l'ascesa politica dell'avvocato (probabilmente ucciso proprio poiché intenzionato a contrastare e perseguire ogni collusione tra politica e Camorra). Per il delitto Torre, è stato condannato soltanto il mandante (Raffaele Cutolo), mentre gli esecutori - e altri possibili mandanti - non sono mai stati individuati né condannati.

### Omicidio Simonetta Lamberti
Il 29 maggio del 1982, a Cava de' Tirreni, nel corso di un agguato di matrice camorristica, perde la vita la bambina Simonetta Lamberti, di 11 anni, figlia del reale obiettivo dei sicari, il giudice Alfonso Lamberti, il quale riuscì a scampare all'agguato. Nel 1982, il boss nocerino Antonio Pignataro viene riconosciuto responsabile dell'omicidio. Cinque anni dopo, nel 1987, sono condannati, in qualità di esecutori, Francesco Apicella (di Tramonti) e Carmine Di Girolamo (di Aversa), mentre Salvatore Di Maio è condannato in qualità di mandante del delitto. Successivamente, Apicella, Di Girolamo e Di Maio verranno tutti e tre scagionati da ogni accusa. Antonio Pignataro, unico condannato per il fatto delittuoso, è stato scarcerato nel novembre del 2019.

### Omicidio Elio Di Mella
Nell'ottobre del 1982 un blindato, che sta trasportando il boss di San Carlo all'Arena ed esponente di spicco della Nuova Camorra Organizzata Mario Cuomo in tribunale, viene assalito all'altezza dell'uscita di Avellino Est. A compiere l'assalto, che per obiettivo aveva l'evasione di Cuomo, un commando composto da presunti esponenti della Nuova Camorra Organizzata, tra i quali vi sarebbe stato lo stesso Salvatore Di Maio. Ad accusare Salvatore Di Maio di aver partecipato al raid - in cui perse la vita il carabiniere Elio Di Mella, ucciso con un colpo di pistola alla testa sparatogli a bruciapelo poiché si disponeva fra il detenuto Mario Cuomo e i camorristi che volevano farlo evadere - è stato Luigi Maiolino, un camorrista della zona di Vico Equense, ex esponente della NCO. Luigi Maiolino sarà l'unico a ricevere una condanna per l'omicidio del carabiniere Elio Di Mella, mentre i presunti membri del commando, Tore 'o Guaglione compreso, verranno tutti assolti.

## Curiosità
A Salvatore Di Maio è ispirata una figura nel film Il camorrista di Giuseppe Tornatore, quella di Salvatore, killer suo omonimo al servizio de 'O Professore di Vesuviano (ispirato a Raffaele Cutolo). Nel film, su ordine di Rosaria (Rosetta Cutolo, nella realtà), sorella del padrino della NCO, Salvatore Di Maio fa detonare l'ordigno che dilania e uccide Ciro Parrella (Vincenzo Casillo). Nella realtà dei fatti, però, Casillo fu ucciso su commissione di Carmine Alfieri e Pasquale Galasso. La parte di Di Maio è interpretata dall'attore Orlando Forioso.